# Slaughterhouse on the Prairie
Slaughterhouse on the Prairie är det tjugofemte musikalbumet av Buckethead, utgivet 2009. Albumet innehåller låtarna "LeBron" och "LeBron's Hammer" som är tillägnade åt basketspelaren LeBron James på hans tjugofjärde födelsedag. Låtarna var tidigare gratis nerladdningsbara på Bucketheads officiella webbplats tillsammans med en annan låt, "King James", från albumet Crime Slunk Scene från 2006, vars titel också den refererar till LeBron James. Albumet innehåller också ett annat spår med basket som tema, "Iceman", som tillägnas George Gervin.
"Crouching Stump Hidden Limb" är en låt vars titel anspelar på filmen Crouching Tiger, Hidden Dragon, medan "Don't Use Roosts If You Raise Broilers" är en pik åt kycklingköttindustrin. Det finns också två självreferenser: "Rack Maintenance Part 2" är den andra delen av ett spår från albumet Kaleidoscalp och "Goat Host" är en efterföljare till "Ghost Host" från albumet Decoding the Tomb of Bansheebot (som var inspirerat av Haunted Mansion).
Albumet delar titel med en episod av den stop motion-animerade TV-serien Robot Chicken, som sannolikt är inspirerade av TV-programmet Lilla huset på prärien. 

## Låtlista
| Nr           | Titel                                                                    | Längd |
| ------------ | ------------------------------------------------------------------------ | ----- |
| 1.           | LeBron                                                                   | 4:33  |
| 2.           | LeBron's Hammer                                                          | 3:43  |
| 3.           | Blood Bayou                                                              | 2:57  |
| 4.           | Iceman (hyllning till George Gervin)                                     | 2:05  |
| 5.           | Don't Use Roosts If You Raise Broilers                                   | 3:28  |
| 6.           | Robot Checkerboard                                                       | 4:28  |
| 7.           | Premonition                                                              | 2:42  |
| 8.           | Crouching Stump Hidden Limb                                              | 3:08  |
| 9.           | Goat Host                                                                | 2:35  |
| 10.          | The Stretching Room                                                      | 3:11  |
| 11.          | Pumpkin Pike                                                             | 2:51  |
| 12.          | Collecting Specimens (CD texten är för spåret "Home for the Hemorrhage") | 2:46  |
| 13.          | Rack Maintenance Part 2                                                  | 3:23  |
| Total längd: | Total längd:                                                             | 41:48 |

## Anteckningar
- #4 härstammar från en av Bucketheads tidigare låtar, "Goblin Shark".
- trummorna i låten "Don't Use Roosts If You Raise Broilers" används i låten "Open Coffin Jamboree" från albumet Forensic Follies (2009).
- låten "Robot Checkerboard" lånar gitarr och trumspår till temat för albumet Forensic Follies.